# Eric Arturo Delvalle
Eric Arturo Delvalle Cohen-Henríquez, né le 2 février 1937 à Panamá et mort le 2 octobre 2015 à Cleveland,, est président de la république du Panama du 28 septembre 1985 au 26 février 1988.

## Biographie
Il étudie à l'Université d'État de Louisiane. Il est chef du Parti républicain et vice-président de l'Assemblée nationale en 1968.
En 1984, il est vice-président de la République. En 1985, le président Nicolás Ardito Barletta souhaite ouvrir une commission d'enquête sur le meurtre de l'opposant politique Hugo Spadafora ; mais Manuel Noriega, chef d'État de facto  du pays, s'y oppose et pousse Barletta à la démission, offrant ensuite son appui à Delvalle pour qu'il devienne président.
En 1986, son gouvernement réforme le Code du travail pour l’agriculture et l’industrie, à la grande satisfaction du FMI qui attend des mesures de d'austérité économique. 
En 1988, Noriega cherche à supprimer la direction des forces armées[Information douteuse], ce qui est un prétexte pour le faire destituer par le président de la République[pas clair].
Il est le neveu de Max Delvalle (es).